# Akcent
Akcent er en rumænsk popgruppe dannet i 1999. Gruppen består af Marius, Adrian, Sorin og Mihai. Gruppen fik sit internationale gennembrud i 2005 med singlen "Dragoste de inchiriat" eller "Kylie" på engelsk. I 2006 kom Akcent ind på en andenplads i det rumænske melodi grandprix med sangen "Jokero".
Den 4. juni 2006 vandt gruppen prisen som årets gruppe ved de rumænske MTV Music Awards.

## Diskografi
- Senzatia (2000)
- In culori (2002)
- 100 BPM (2003)
- Poveste de viata (2004)
- S.O.S. (2005)
- Primul capitol (2006)
- French Kiss with Kylie (2006)
- King of Disco (2007)
- Fǎrǎ lacrimi (2009)
- True believers (2009)

## Singler
- Dragoste de Inchiriat/Kylie (2005)
- French Kiss (2006)
- Jokero (2006)
- King of Disco (2007)
- My Passion (2010)

## Ekstern henvisning
- Officiel hjemmeside